# Pfarrkirche Felling

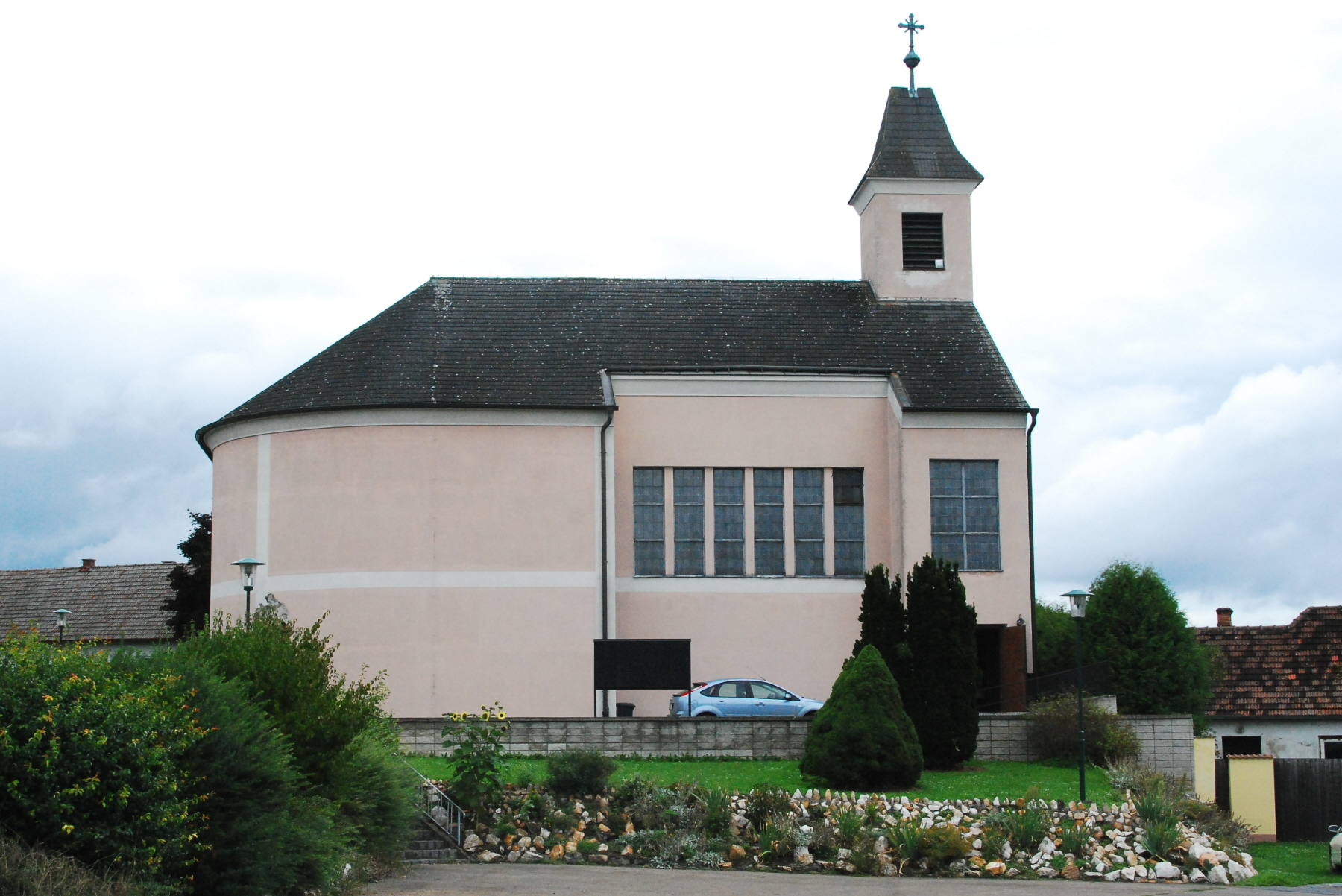
Pfarrkirche Felling

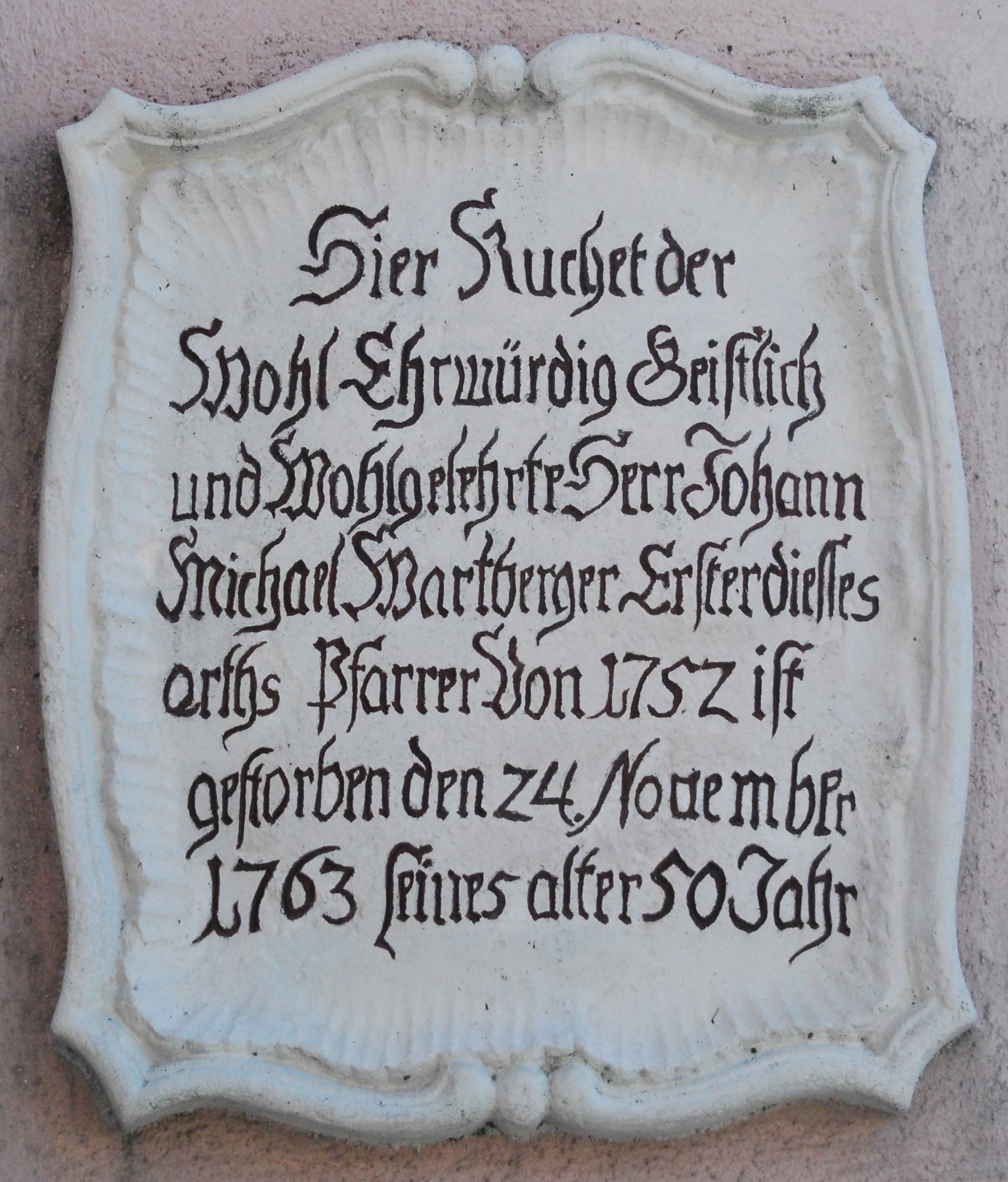
Epitaph für Johan Michael Wartberger

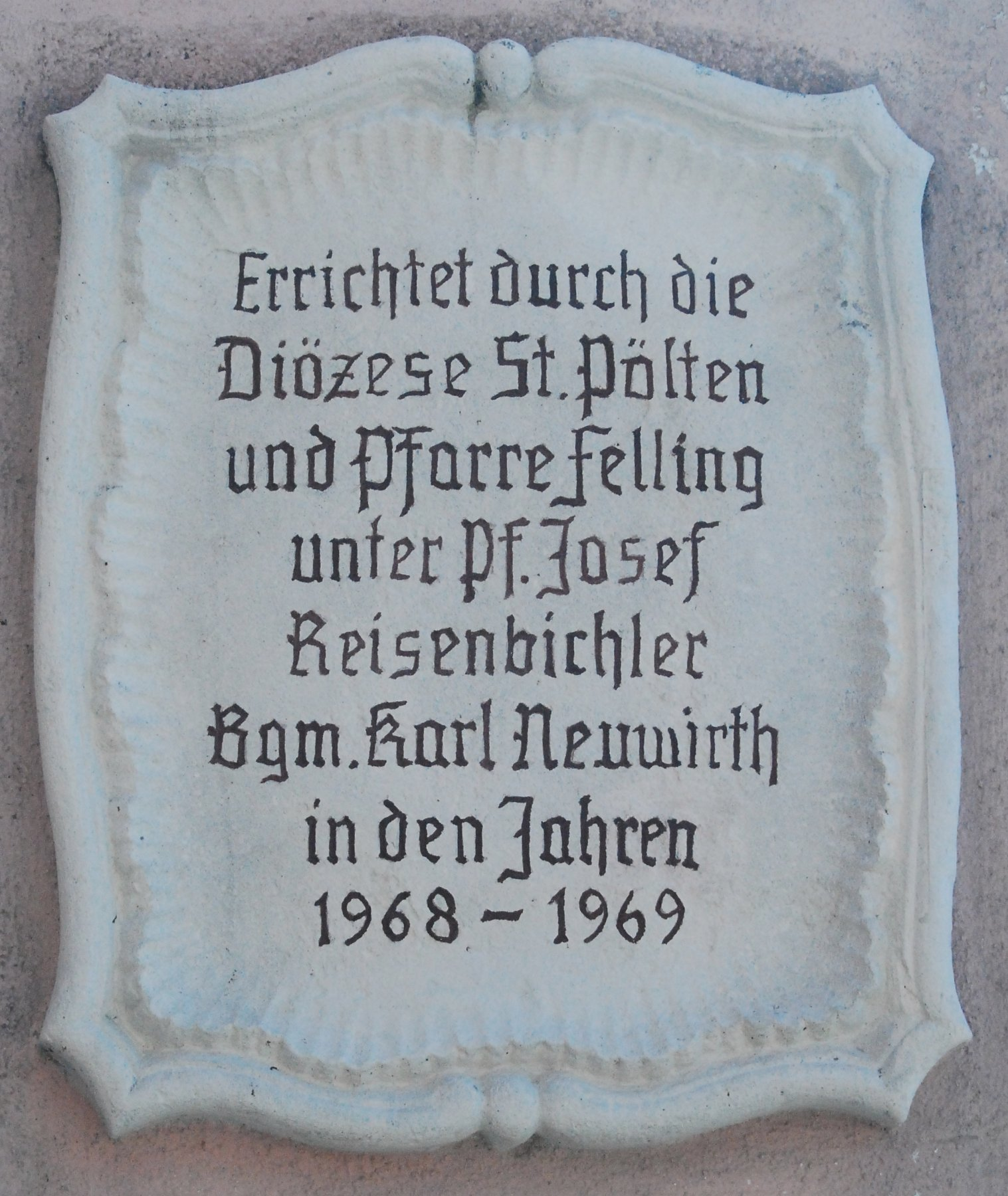
Gedenktafel für den Kirchenumbau

Die römisch-katholische Pfarrkirche in Felling ist die gemeinsame Pfarrkirche der Katastralgemeinden Felling, Riegersburg und Mallersbach der Stadtgemeinde Hardegg an der Thaya in Felling in Niederösterreich. Sie ist den Heiligen Peter und Paul geweiht.

## Geschichte
Erstmals erwähnt wird eine Kirche in einem Kaufvertrag aus dem Jahr 1444. Über den Zeitpunkt der Errichtung einer ersten Kapelle oder Kirche in Felling an der tschechischen Grenze gibt es nur Vermutungen. Diesen zufolge wurde vor 1300 eine Kapelle im romanischen Stil errichtet, die zwischen 1330 und 1440 anstelle eines hölzernen ein gemauertes Kirchenschiff im gotischen Stil erhielt und bei dieser Gelegenheit vergrößert wurde.
Am 7. März 1496 erfolgte vermutlich als Folge einer Kirchenschändung eine Neuweihe der Kirche, deren drei Altäre und des Friedhofs durch Weihbischof Nikolaus.
Ursprünglich war Felling eine Filialkirche der Pfarre Hardegg. Da Messen hier nur unregelmäßig gelesen wurden, mussten die Fellinger die Gottesdienste in Hardegg besuchen. Als Folge des Religionsstreits und des Dreißigjährigen Krieges war die Pfarre Hardegg lange Zeit nicht besetzt und wurde erst 1694 neu installiert. Im Zuge dieser Maßnahme wurde der Pfarrer dazu verpflichtet, an jedem dritten Sonntag im Monat eine Messe in Felling zu lesen.
Am 8. April 1751 stiftete Johann Joseph von Khevenhüller-Metsch die Pfarre Felling. Die Genehmigung dieser Stiftung erfolgte am 27. April des gleichen Jahres durch das damals noch zuständige Passauische Offizialat in Wien. In die neue Pfarre wurden auch Riegersburg und Mallersbach eingepfarrt.
In einem bischöflichen Visitationsprotokoll aus dem Jahr 1828 wird der bauliche Zustand der Kirche als erbärmlich beschrieben.
1844 wurde eine Einstellung der Zahlungen durch die Khevenhüllersche Stiftung beantragt. Eine in Retz zusammengetretene Kommission stimmte 1852 dieser Einstellung zu. 1853 wurde allerdings dem Einspruch des Fellinger Pfarrers gegen diese Entscheidung Folge geleistet und der Beschluss des Jahres 1852 aufgehoben. Die Zahlungen mussten wieder aufgenommen werden.
1849 erhielt die Pfarre Hardegg eine neue Orgel. Die alte Orgel wurde nach Felling übersiedelt und hier aufgestellt. 1871 erfolgte eine Reparatur durch einen Orgelbauer aus Znaim. 1896 wurde eine neue Orgel des Orgelbaumeisters Franz Czapek aus Krems an der Donau aufgestellt. Die Zusage, zuvor die Kirche zu vergrößern und die Orgelempore umbauen zu lassen, zog Fürst Khevenhüller jedoch zurück und finanzierte dafür eine Innenrestaurierung der Kirche.
Bei der nächsten Kircheninstandsetzung wurden die Kirchenfenster vergrößert, im Kircheninnern dekorative Wandmalereien mit Kaseinfarbe vom Prager Maler Josef Hübsch angefertigt, der Dachstuhl des Glockenturms erneuert und vom Spengler Alois Suchy aus Drosendorf ein neues Turmkreuz angefertigt. Dieses wurde am 15. Oktober 1911 eingeweiht.
Am 15. September 1917 musste die 159 Kilogramm schwere, 1872 bei Hilzer in Wiener Neustadt gegossene Kirchenglocke abgeliefert werden. Im Jahr 1923 konnten zwei neue Glocken geweiht werden. Am 29. Juli folgte eine 148 Kilogramm schwere, die bei Kutter in Wien gegossen wurde und am 8. Dezember ein 52 Kilogramm schweres Zügenglöcklein. Während des Zweiten Weltkriegs mussten abermals Glocken für Kriegszwecke abgeliefert werden. Die Weihe der beiden neuen Glocken fand am 26. Mai 1949 statt. Die mit 163 Kilogramm schwerste Glocke, die Friedensglocke, wurde von den Kriegsheimkehrern der Pfarre Felling gestiftet.
Anlässlich einer Innenrenovierung der Kirche im Jahr 1950 wurde die Kanzel abgebaut. 1953 folgte eine Außenrenovierung.
1968 wurde mit den Arbeiten zur Kirchenerweiterung begonnen. Zu diesem Zweck musste der Glockenturm abgebrochen werden.

## Beschreibung

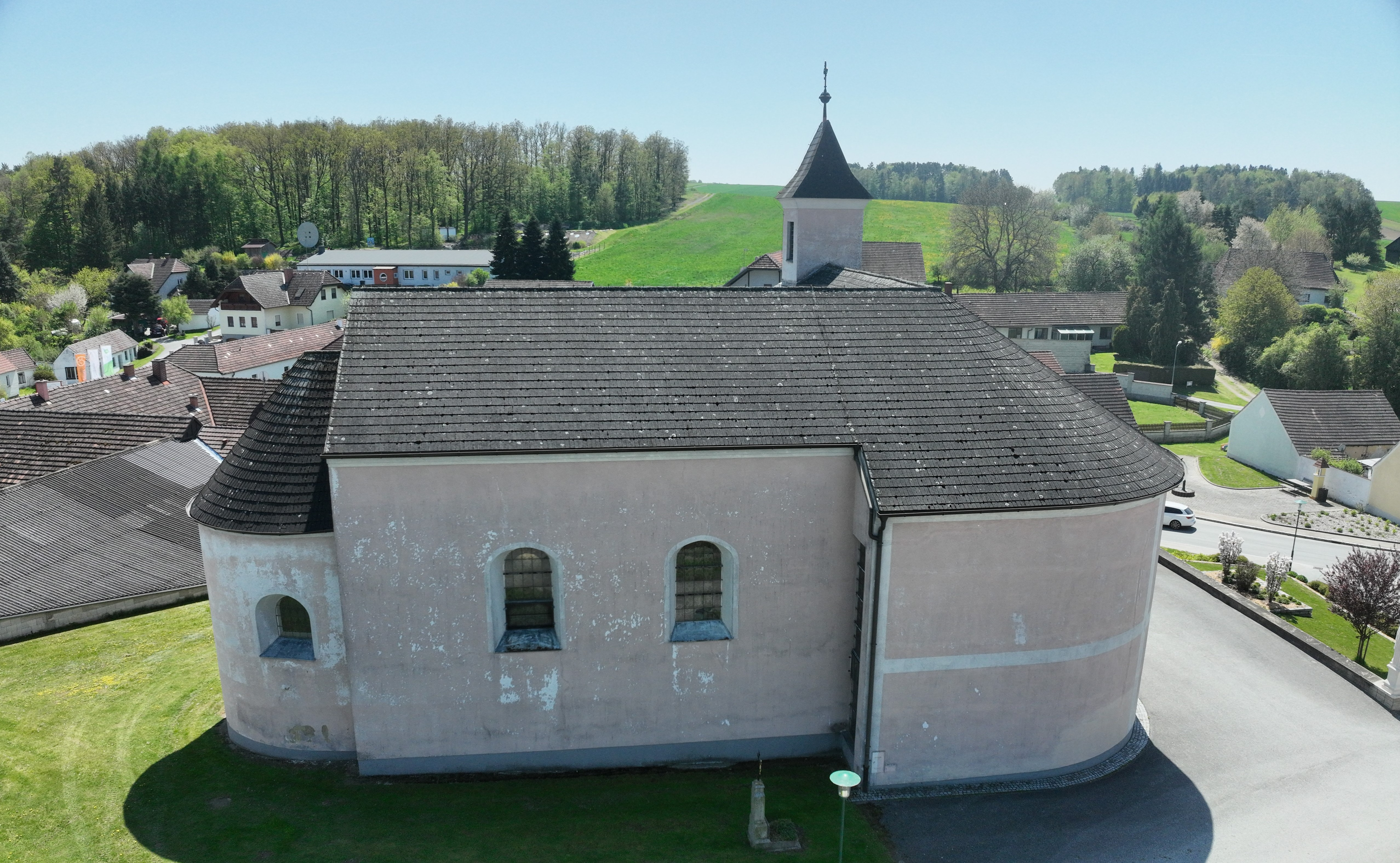
Pfarrkirche Felling (Hl. Peter und Hl. Paul) gegen Süden. Im Osten liegt die mittelalterliche Apsis, im Westen jene der Kirchenerweiterung von 1968

Die Pfarrkirche präsentiert sich seit ihrem 1969 abgeschlossenen Umbau als zweiflügeliger Bau mit zwei im rechten Winkel zueinanderstehenden Langhäusern und der runden Mittelapsis als Verbindung.
Das nördliche Langhaus wurde im 17. Jahrhundert in schlichtem Barockstil über einem gotischen Kern errichtet und verfügt über Rundbogenfenster. Die Decke wurde als Kreuzgratgewölbe gestaltet. Der in west-östlicher Richtung errichtete moderne Zubau wurde als flachgedeckter Betonkörper mit hohen, unterteilten rechteckigen Fenstern und einem kleinen Dachreiter ausgeführt.
Der nun funktionslose ehemalige Hochaltar aus der Zeit um 1730 wurde als Sarkophagaltar mit Bandwerkdekor gestaltet, der Aufbau entstand um 1700. Das Säulenretabel ist mit seitlichen Putten verziert, das Altarblatt mit einer Darstellung des heiligen Antonius Eremita stammt entstand vermutlich ebenfalls um 1700.
Im neu erbauten Flügel der Kirche befindet sich eine gestickte Darstellung der Stalingradmadonna.
An der Außenseite der Kirche befindet sich ein unter Denkmalschutz stehendes barockes Epitaph für Johann Michael Wartberger, den ersten Pfarrer von Felling, sowie eine gleichartig gestaltete Gedenktafel für die 1968/69 erfolgte Kirchenerweiterung. Vor der Kirche steht eine ebenfalls denkmalgeschützte Statue des hl. Johannes Nepomuk.